# Gulbrokig barkfluga
Gulbrokig barkfluga (Xylomya maculata) är en tvåvingeart som först beskrevs av Johann Wilhelm Meigen 1804.  Gulbrokig barkfluga ingår i släktet Xylomya och familjen lövträdsflugor. Enligt den svenska rödlistan är arten starkt hotad i Sverige. Arten förekommer i Götaland. Artens livsmiljö är skogslandskap, stadsmiljö. Inga underarter finns listade i Catalogue of Life.